# NGC 3402
NGC 3402 (NGC 3411) é uma galáxia elíptica (E) localizada na direcção da constelação de Hydra. Possui uma declinação de -12° 50' 42" e uma ascensão recta de 10 horas, 50 minutos e 26,1 segundos.
A galáxia NGC 3402 foi descoberta em 25 de Março de 1786 por William Herschel.